# Književnost u 1886.
◄◄ | ◄ | 1883. | 1884. | 1885. | 1886.  | 1887. | 1888. | 1889. | ► | ►►
Arhitektura • Astronomija • Biologija • Film • Fotografija • Glazba • Kazalište • Kemija • Kiparstvo • Knjige • Književnost • Kršćanstvo • Meteorologija • Medicina • Planinarstvo • Politika • Pravo • Promet • Slikarstvo • Šport • Znanost • Željeznički promet
Književnost u 1886.

## Hrvatska i u Hrvata

### Rođenja
- 17. studenog – Janko Polić Kamov,  hrvatski pjesnik, pripovjedač, esejist, putopisac, književni kritičar, publicist, prevoditelj i dramatičar († 1910.)

## Vanjske poveznice
|  | Zajednički poslužitelj ima još gradiva o temi Književnost u 1886. |